# 迪施角
83°34′S 162°52′E / 83.567°S 162.867°E
迪施角（英語：Disch Promontory），是南極洲的海岬，位於沙克爾頓海岸，處於伊麗莎白女王嶺，長11公里，由美國研究計劃的物理學家命名，現時由南極條約體系管理。